# NGC 318
NGC 318 è una galassia lenticolare situata nella costellazione dei Pesci.
Fu scoperta il 29 novembre 1850 da Bindon Stoney.